# Фортье, Доминик
Доминик Фортье (англ. Dominique Fortier; род. 1972[…], Квебек) — канадская писательница и переводчица из Квебека. Лауреат Премии генерал-губернатора за роман «Au péril de la mer» 2016 года за художественную литературу на французском языке.
Окончив Макгиллский университет, опубликовала свой дебютный роман Du bon usage des étoiles в 2008 году. Книга вошла в шорт-лист канадской Премии генерал-губернатора 2009 года, а её перевод на английский язык, выполненный Шейлой Фишман, On the Proper Use of Stars, стал финалистом премии генерал-губернатора за перевод с французского на английский язык на церемонии вручения премии генерал-губернатора в 2010 году. Её второй роман Les Larmes de Saint-Laurent был опубликован в 2010 году, а его английский перевод, выполненный Фишман, под названием Wonder, стал финалистом премии за перевод на английский язык на церемонии вручения премии генерал-губернатора 2014 года.
В 2014 году Фортье и Николя Дикнер опубликовали совместный проект Révolutions, в рамках которого каждый из них в течение года писал по короткому произведению, основанному на слове, выбранном из французского республиканского календаря.
Фортье стала трёхкратным номинантом на премию генерал-губернатора за перевод с английского на французский. В 2006 году она получила две номинации на премию генерал-губернатора за свои переводы книг Марка Эбли Spoken Here: Travels Among Threatened Languages и Tree: A Life Story Дэвида Судзуки и Уэйна Грейди, а также на премию генерал-губернатора 2012 года за перевод книги Маргарет Лоренс «Верблюжий колокольчик пророка».
В 2020 году стала лауреатом Премии Ренодо за эссе Les villes de papier.

## Произведения
- Du bon usage des étoiles, 2008 (On the Proper Use of Stars, 2009)
- Les Larmes de saint Laurent, 2010 (Wonder, 2014)
- La porte du ciel, 2011
- Révolutions, совместно с Николя Дикнером, 2014
- Au péril de la mer, 2015 (The Island of Books, 2015)
- Les villes de papier, 2018 (Paper Houses, 2019); русский перевод: Города на бумаге. Жизнь Эмили Дикинсон (Пер. с фр. Аллы Смирновой, Издательство Ивана Лимбаха, 2022, ISBN 978-5-89059-455-6)
- Pour mémoire : petits miracles et cailloux blancs, совместно с Rafaële Germain, 2019
- Les ombres blanches, 2022; русский перевод: Белые тени (Пер. с фр. Аллы Смирновой, Издательство Ивана Лимбаха, 2024, ISBN 978-5-89059-528-7)
- Quand viendra l’aube, 2022